# Serhij Tihipko
Serhij Łeonidowycz Tihipko, ukr. Сергій Леонідович Тiгiпко (ur. 13 lutego 1960 w Drăgănești) – ukraiński polityk, deputowany, minister i wicepremier, w latach 2002–2004 prezes Narodowego Banku Ukrainy.

## Życiorys
W 1982 uzyskał tytuł zawodowy inżyniera mechanika w Dniepropietrowskim Instytucie Metalurgicznym. Odbył służbę wojskową, w drugiej połowie lat 80. był etatowym pracownikiem Komsomołu. W 1991 zaangażował się w działalność gospodarczą, rok później założył PrywatBank, wokół którego powstała jedna z największych na Ukrainie grup finansowo-przemysłowych, kontrolująca przedsiębiorstwa metalurgiczne i naftowe. Serhij Tihipko stał się jednym z najbogatszych Ukraińców – w 2014 „Forbes” szacował wartość jego aktywów na 1 miliard USD, umieszczając go na 9. miejscu listy najbogatszych.
W 1994 został nieetatowym doradcą prezydenta Łeonida Kuczmy ds. polityki pieniężnej. W 1997 objął stanowisko wicepremiera w gabinecie Pawła Łazarenki, pozostał na nim też w rządzie Wałerija Pustowojtenki. Od 1999 do 2000 za czasów premiera Wiktora Juszczenki sprawował urząd ministra gospodarki.
W 2000 wygrał wybory uzupełniające do Rady Najwyższej. W tym samym roku został przewodniczącym oligarchicznej partii Trudowa Ukrajina, związanej z Wiktorem Pinczukiem. W 2001 wycofał się ostatecznie z dotychczasowej działalności biznesowej. W 2002 ponownie uzyskał mandat poselski, tym razem z listy krajowej koalicji Za Jedyną Ukrainę. 17 grudnia tego samego roku objął urząd prezesa Narodowego Banku Ukrainy, rezygnując w rezultacie z zasiadania w parlamencie.
W 2004, pełniąc wciąż obowiązki szefa NBU, stanął na czele sztabu wyborczego Wiktora Janukowycza w wyborach prezydenckich. W okresie pomarańczowej rewolucji, 29 listopada 2004, złożył rezygnację z kierowania zarówno kampanią wyborczą urzędującego premiera, jak i bankiem centralnym. Wkrótce odszedł też z ugrupowania Trudowa Ukrajina i wycofał się z czynnej działalności politycznej.
Od 2005 obejmował kierownicze stanowiska w przedsiębiorstwach finansowych. W 2008 został doradcą premier Ukrainy i współprzewodniczącym działającej przy rządzie rady inwestorów. W 2009 zarejestrował się jako kandydat w wyborach prezydenckich 2010. W tym samym roku wybrano go liderem partii Silna Ukraina. W wyborach uzyskał trzeci wynik. 11 marca 2010 po raz kolejny wszedł w skład rządu jako wicepremier ds. gospodarczych w gabinecie Mykoły Azarowa, przystępując wkrótce do Partii Regionów. W 2012 uzyskał z listy tego ugrupowania mandat poselski. Zakończył następnie urzędowanie na stanowisku ministra. W 2014 ponownie kandydował w wyborach prezydenckich, otrzymując w nich około 5,2% głosów.